# Magellan's Cross

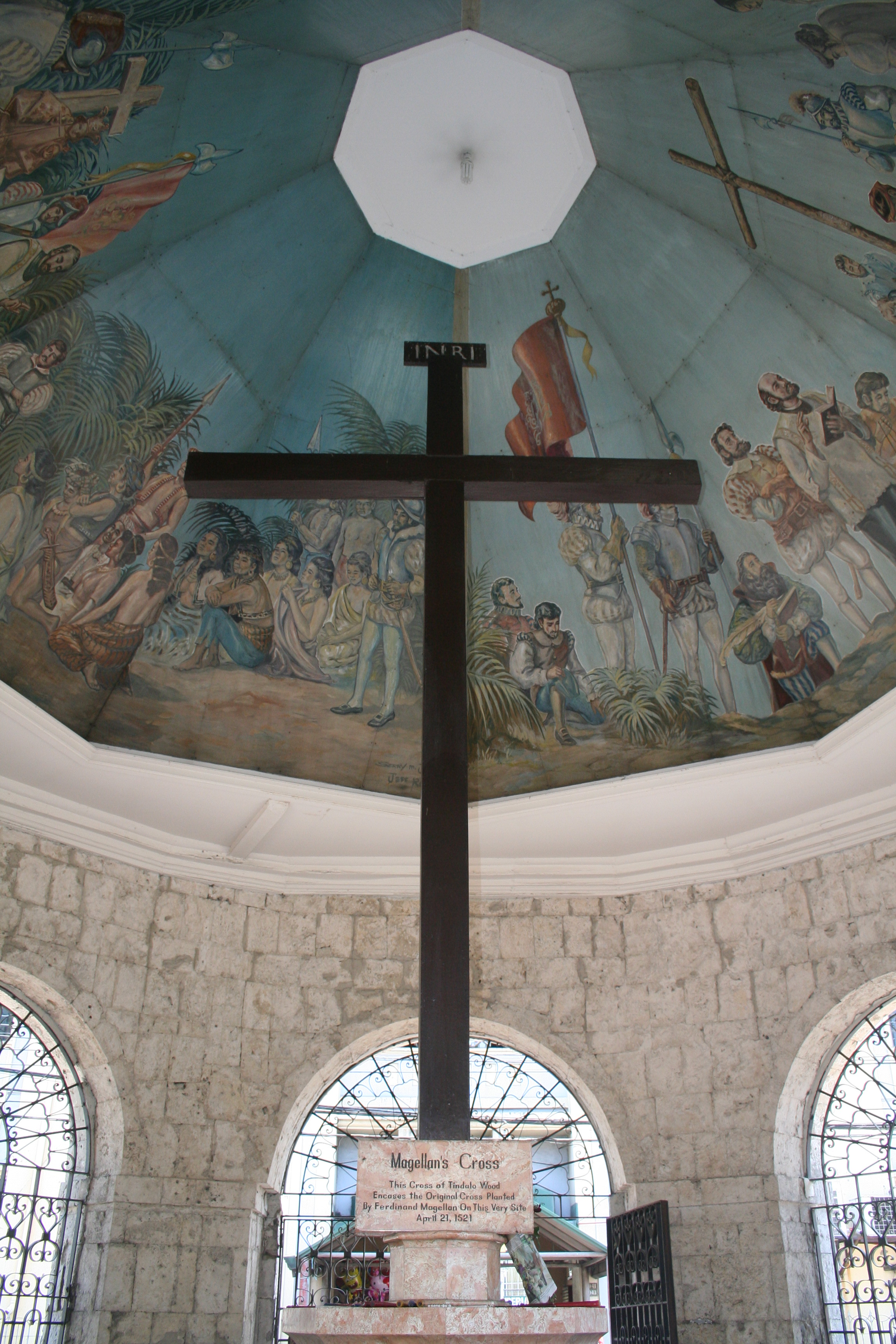
Magellan's Cross

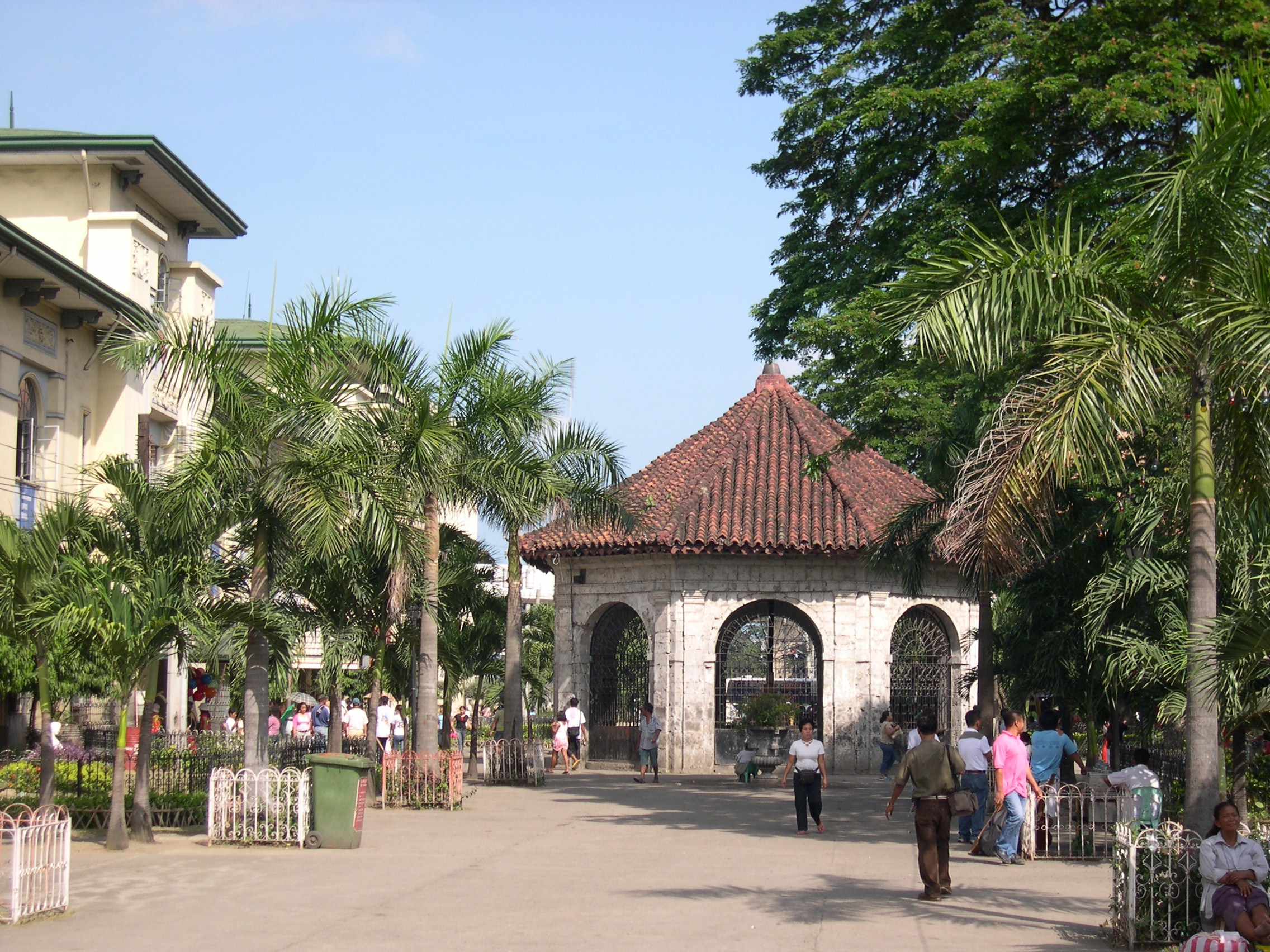
Het kapelletje waarin het Magellan's cross te vinden is

Magellan's Cross is een groot kruis in de Filipijnse stad Cebu City. Dit kruis werd op last van Ferdinand Magellaan opgericht toen ze daar in maart  1521 aankwamen. Tegenwoordig is het kruis een van grootste bezienswaardigheden van de stad Cebu City.
Het kruis staat in een kleine kapel vlak bij de Basilica Minore del Santo Niño aan de  Magallanes Street tegenover het stadhuis van Cebu. Men zegt dat het binnenste van het houten kruis delen van het originele kruis bevat. Dit om het kruis te beschermen tegen souvenirjagers, die denken dat het kruis bovennatuurlijke krachten bezit. Er wordt echter ook wel beweerd dat het originele kruis is vernietigd of verdwenen na de dood van Magellaan en dat het kruis een replica is.
Het Magellan's Cross is een symbool van Cebu City en de afbeelding van de kapel is ook terug te vinden in het embleem van de stad. Het wordt gezien als het symbool van het Rooms-Katholicsme in de Filipijnen.